# Florian Vogel
Florian Vogel (nascido em 18 de fevereiro de 1982) é um ciclista de montanha profissional suíço. Competiu como representante de seu país natal nos Jogos Olímpicos de Verão de 2008 e 2012.